# ピエトラブルーナ
ピエトラブルーナ(伊: Pietrabruna)は、イタリア共和国リグーリア州インペリア県にある、人口約400人の基礎自治体（コムーネ）。

## 地理

### 位置・広がり

#### 隣接コムーネ
隣接するコムーネは以下の通り。
- カステッラーロ
- チプレッサ
- チヴェッツァ
- ドルチェード
- ポンペイアーナ
- タッジャ

### 地震分類
イタリアの地震リスク階級 (it) では、2 に分類される
。